# Пруси (гміна)
Гміна Пруси — колишня (1934—1939 роки) сільська ґміна Львівського повіту Львівського воєводства Польської республіки 1918—1939 років. Центром ґміни було село Пруси.
1 серпня 1934 року було створено ґміну Пруси у Львівському повіті. До неї увійшли сільські громади: Борщовичі, Кам'янопіль, Пикуловичі, Пруси.
У 1934 році територія ґміни становила 55,22 км². Населення ґміни станом на 1931 рік становило 6568 осіб. Налічувалось 1047 житлових будинків.
Національний склад населення ґміни Пруси на 1 січня 1939 року:
| село        | населення | українці-грекокатолики | українці-латинники | євреї | німці | поляки |
| ----------- | --------- | ---------------------- | ------------------ | ----- | ----- | ------ |
| Борщовичі   | 2 700     | 1 050                  |                    | 60    |       | 1 590  |
| Кам’янопіль | 710       | 220                    | 410                | 20    |       | 60     |
| Пикуловичі  | 1 830     | 1 170                  | 520                |       | 40    | 100    |
| Пруси       | 1 860     | 40                     |                    | 10    |       | 1 810  |
| Загалом     | 7 100     | 2 480                  | 930                | 90    | 40    | 3 560  |
| Відсотки    | 100%      | 34,93%                 | 13,1%              | 1,27% | 0,56% | 50,14% |

Публіковані ж поляками цифри про 88% поляків у ґміні за ніби-то результатами перепису 1931 року суперечать шематизмам і даним, отриманим від місцевих жителів (див. вище), та пропорціям за допольськими  (австрійськими) і післяпольськими (радянським 1940 й німецьким 1943) переписами.
Відповідно до Пакту Молотова — Ріббентропа 20 вересня територія ґміни була зайнята радянською 14-ю дивізією 2-го кавалерійського корпусу. Ґміна ліквідована 1940 року у зв'язку з утворенням Ново-Яричівського району.